# Morschwiller
Morschwiller (Morschweiler in tedesco) è un comune francese di 588 abitanti situato nel dipartimento del Basso Reno nella regione del Grand Est.

## Nome
Il nome del paese compare per la prima volta nell'anno 771, nella forma Moraswilari. Col passare dei secoli il villaggio cambiò spesso nome : Moresheim (840), Morinsheim (870), Morswilre (1372) e Morsweyler (1666). L'attuale denominazione (Morschwiller/Morschweiler) comparve per la prima volta fra il XVIII e il XIX secolo.

### Origine del nome
Il suffisso -willer/-weiler (in italiano borgo o villaggio) proviene dall'alto tedesco medio wīler.

## Società

### Evoluzione demografica
Abitanti censiti